# NGC 339
NGC 339 este un roi globular situat în Micul Nor al lui Magellan, în constelația Tucanul. A fost descoperit în 18 septembrie 1835 de către John Herschel.